# Stenoptera
Stenoptera – rodzaj roślin z rodziny storczykowatych (Orchidaceae). Obejmuje 6 gatunków występujących w Ameryce Południowej w Boliwii, Ekwadorze, Peru oraz w Regionie Północnym w Brazylii.

## Systematyka
Rodzaj sklasyfikowany do podplemienia Cranichidinae w plemieniu Cranichideae, podrodzina storczykowe (Orchidoideae), rodzina storczykowate (Orchidaceae), rząd szparagowce (Asparagales) w obrębie roślin jednoliściennych.
Wykaz gatunków
- Stenoptera acuta Lindl.
- Stenoptera ciliaris C.Schweinf.
- Stenoptera ecuadorana Dodson & C.Vargas
- Stenoptera laxiflora C.Schweinf.
- Stenoptera montana C.Schweinf.
- Stenoptera peruviana C.Presl